# Saint-Charles-la-Forêt

Saint-Charles-la-Forêt este o comună în departamentul Mayenne, Franța. În 2009 avea o populație de 220 de locuitori.